# Powiat Kōza
Powiat Kōza (jap. 高座郡 Kōza-gun) – powiat w Japonii, w prefekturze Kanagawa. W 2020 roku liczył 48 542 mieszkańców.

## Miejscowości
- Samukawa

## Historia[2]

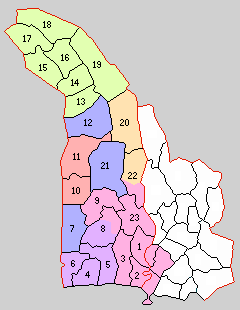
Powiat Kōza (1–23 – 1889 r.)

- Powiat został założony 22 lipca 1878 roku. Wraz z utworzeniem nowego systemu administracyjnego 1 kwietnia 1889 roku powiat Kōza został podzielony na 1 miejscowość Fujisawaōsaka i 22 wioski: Kugenuma, Meiji, Chigasaki, Shōrin, Tsurugamine, Samukawa, Koide, Goshomi, Arima, Ebina, Zama, Araiso, Asamizo, Tana, Mizo, Ōsawa, Aihara, Ōno, Tsurumi, Ayase, Shibuya oraz Mutsuai[3].
- 25 września 1891 – wioska Tsurumi zmienia nazwę na Yamato.
- 1 października 1907 – miejscowość Fujisawaōsaka powiększyła się o teren miejscowości Fujisawaōtomi (z powiatu Kamakura).
- 1 kwietnia 1908 – w wyniku połączenia miejscowości Fujisawaōsaka i wiosek Kugenuma i Meiji powstała miejscowość Fujisawa. (1 miejscowość, 20 wiosek)
- 1 października 1908 – wioska Chigasaki połączyła się z wioskami Shōrin i Tsurugamine i zdobyła status miejscowości. (2 miejscowości, 17 wiosek)
- 1 stycznia 1928 – wioska Mizo zdobyła status miejscowości i zmienia nazwę na Kamimizo. (3 miejscowości, 16 wiosek)
- 20 grudnia 1937 – wioska Zama zdobyła status miejscowości. (4 miejscowości, 15 wiosek)
- 1 października 1940 – miejscowość Fujisawa zdobyła status miasta. (3 miejscowości, 15 wiosek)
- 1 listopada 1940 – wioska Samukawa zdobyła status miejscowości. (4 miejscowości, 14 wiosek)
- 20 grudnia 1940 – wioska Ebina zdobyła status miejscowości. (5 miejscowości, 13 wiosek)
- 29 kwietnia 1941 – w wyniku połączenia miejscowości Zama, Kamimizo i wiosek Araiso, Asamizo, Tana, Ōsawa, Aihara i Ōno powstała miejscowość Sagamihara. (4 miejscowości, 7 wiosek)
- 10 marca 1942 – wioska Mutsuai została włączona w teren miasta Fujisawa. (4 miejscowości, 6 wiosek)
- 3 listopada 1943 – wioska Yamato zdobyła status miejscowości. (5 miejscowości, 5 wiosek)
- 3 listopada 1944 – wioska Shibuya zdobyła status miejscowości. (6 miejscowości, 4 wioski)
- 1 kwietnia 1945 – wioska Ayase zdobyła status miejscowości. (7 miejscowości, 3 wioski)
- 1 października 1947 – miejscowość Chigasaki zdobyła status miasta. (6 miejscowości, 3 wioski)
- 1 września 1948 – teren dawnej miejscowości Zama został odłączony od miejscowości Sagamihara i miejscowość Zama została ponownie utworzona (7 miejscowości, 3 wioski)
- 20 listopada 1954 – miejscowość Sagamihara zdobyła status miasta. (6 miejscowości, 3 wioski)
- 5 kwietnia 1955: (5 miejscowości, 2 wioski)
  - część wsi Koide została włączona w teren miasta Fujisawa, a reszta do miasta Chigasaki.
  - część miejscowości Shibuya została włączona w teren miasta Fujisawa, a z pozostałej części powstała wioska Shibuya.
  - wioska Goshomi została włączona w teren miasta Fujisawa.
- 20 lipca 1955 – wioska Arima została włączona do miejscowości Ebina. (5 miejscowości, 1 wioska)
- 1 września 1956 – wioska Shibuya zostaje włączona do miasta Yamato. (5 miejscowości)
- 1 lutego 1959 – miejscowość Yamato zdobyła status miasta. (4 miejscowości)
- 1 listopada 1971: (2 miejscowości)
  - miejscowość Ebina zdobyła status miasta.
  - miejscowość Zama zdobyła status miasta.
- 1 listopada 1978 – miejscowość Ayase zdobyła status miasta. (1 miejscowość)